# 帕迪里库帕姆
帕迪里库帕姆（Padirikuppam），是印度泰米尔纳德邦Cuddalore县的一个城镇。总人口14986（2001年）。

## 人口
该地2001年总人口14986人，其中男性7524人，女性7462人；0—6岁人口1520人，其中男766人，女754人；识字率79.95%，其中男性为85.11%，女性为74.75%。